# SN 2025pht
SN 2025pht(ASAS-SN 25cw)는 2025년 6월 29일에 발생한 초신성으로 ASAS-SN 프로젝트에서 발견하였다.